# Ялбуга аль-Хассаки
Сайф ад-Дин Ялбуга ибн Абдаллах аль-Умари ан-Насири аль-Хассаки, также известный как Ялбуга аль-Хассаки и Ялбуга аль-Умари (убит 14 декабря 1366 года) — мамлюкский военачальник и государственный деятель, главнокомандующий войсками (атабек аль-асакир), фактически управлявший Мамлюкским султанатом в 1361—1366 годах.

## Ранняя биография и приход к власти
О происхождении эмира Сайф ад-Дина Ялбуги ибн Абдаллаха аль-Умари ан-Насири аль-Хассаки практически ничего не известно. Он был куплен на невольничьем рынке мамлюкским султаном ан-Насиром Хасаном, в честь которого и получил свою нисбу ан-Насири. Продавцом, судя по всему, выступил известный в то время работорговец Умар ибн Мусафир (умер в 1353 году), с именем которого связана другая нисба Ялбуги — аль-Умари, а покупка Ялбуги султаном Хасаном, вероятно, имела место в 1350 году, когда Умар ибн Мусафир после долгого отсутствия вернулся в Каир. В это время Хасан начал формировать собственные войска мамлюков и поступивший в их состав Ялбуга был зачислен в привилегированный корпус личной охраны султана — хассакийя (отсюда его нисба аль-Хассаки), что имело важное значение для его дальнейшей карьеры. Когда ан-Насир Хасан в августе 1351 года был свергнут, Ялбуга, вероятно, продолжил служить новому султану ас-Салиху Салиху, младшему брату Хасана, однако в источниках нет никакой информации о нём в последующие несколько лет. Когда же в октябре 1354 года султан ан-Насир Хасан был восстановлен на престоле двумя влиятельнейшими в то время мамлюкскими эмирами Шейху и Саргитмишем, Ялбуга вернулся на службу к своему старому хозяину.
В ноябре 1357 года эмир Шейху был смертельно ранен одним из мамлюков султана Хасана и в связи с рассказом об этом событии в источниках упоминается, что Ялбуга и ещё по крайней мере трое султанских мамлюков-хасакийя получили воинский ранг и доход «эмира сорока» (без какого-либо указания их прежние ранги). Несколько месяцев спустя, в августе 1358 года, ан-Насиру Хасану удалось избавиться от опеки эмира Саргитмиша, взять его под стражу и заточить в Александрии, что привело к дальнейшему карьерному продвижению мамлюков султана, в том числе Ялбуги, поскольку сторонники Саргитмиша были уволены с занимаемых ими государственных и военных должностей. Согласно Ибн Хаджару, вскоре после ареста Саргитмиша Ялбуга получил ранг «эмира ста» и воинскую должность «командира тысячи» (мукаддам алф) с соответствующим увеличением доходов от икта. В конце того же года он занял государственный пост «эмира совета» (амир маджлис), сменив на нём недавно умершего эмира Танкизбугу аль-Мардини, мужа сестры султана Хасана. Вместе с должностью «эмира совета» Ялбуга получил доходы от икта покойного эмира Танкизбуги. В новой должности Ялбуга отвечал за проведение регулярных публичных заседаний (хидма) султана ан-Насира Хасана и, следовательно, начал принимать активное участие в формировании его политики.
Ялбуга аль-Хассаки и другие его сверстники, таким образом, заполнили вакуум власти, образовавшийся при каирском дворе после устранения эмиров Шейху и Саргитмиша и их сторонников. Спустя годы придворный мамлюкский историк Ибн Тагриберди писал, что эмиры Ялбуга аль-Умари, Тайбуга ат-Тавил и Туман Тамур фактически стали «магнатами» среди эмиров и мамлюков-хасакийя султана ан-Насира Хасана. Он же отмечал, что влияние Ялбуги на султана Хасана с того времени последовательно увеличивалось. Подтверждением нового статуса эмира Ялбуги стало позволение ему поселиться в бывшей резиденции эмира Саргитмиша. По свидетельству мамлюкского историка Ибн аль-Фурата, эта резиденция, известная как «Цитадель Кабша», состояла из «конюшни и дворцов» и возвышалась на холме Кабш, откуда открывается живописный вид на Слоновий пруд (Биркат аль-Фил), величественную мечеть Ибн Тулуна и часть жилого мамлюкского района, расположенного между бывшими южными стенами исторического центра Каира и резиденцией султана — «Цитаделью горы». Новая укреплённая резиденция Ялбуги возвышалась в нескольких милях к западу от отрога горного хребта Мукаттам и предоставляла своему владельцу мощный символ могущества, а также множество логистических возможностей для создания собственной независимой базы власти. Именно здесь происходило быстрое наращивание собственного политического окружения эмира Ялбуги, что вскоре привело к возникновению напряжения между ним и султаном Хасаном.

## Правление и гибель
К марту 1361 года тлеющее напряжение между Ялбугой аль-Хассаки и его повелителем ан-Насиром Хасаном переросло в открытый конфликт, причины и исход которого далеко не однозначно описываются в различных исторических хрониках, сохранившихся до наших дней. Согласно свидетельству сирийского ученого Ибн Касира (1301—1373), современника описываемых событий, в среду 9 джумада I 762 года Хиджры (17 марта 1361 года) султан Хасан решил взять эмира Ялбугу под стражу, однако тот был наготове и встретил султана во главе своего личного войска. Столкновение произошло в пригороде Каира, где Хасан и Ялбуга располагались лагерем. Султан потерпел поражение и бежал в «Цитадель горы», где был взят в осаду верными Ялбуге войсками. Ночью ан-Насир Хасан с несколькими товарищами попытался бежать из каирской цитадели, намереваясь отправиться в пустынную крепость аль-Карак, однако его тут же поймали и доставили в резиденцию Ялбуги аль-Хассаки. По словам Ибн Касира, это является последним, что известно о судьбе султана Хасана. Если верить более позднему по времени сообщению аль-Макризи, Ялбуга подверг султана Хасана ужасным пыткам в своей резиденции в Кабше, от которых тот и умер, после чего похоронил его в одной из каменных скамей, которую Ялбуга использовал, чтобы сесть на свою лошадь. Ибн Касир не объясняет, почему ан-Насир Хасан решил арестовать Ялбугу, однако довольно пространно рассказывает о пороках и управленческих провалах султана Хасана, ставших причиной недовольства подданных и, в том числе, его мамлюкских войск. Более поздние мамлюкские историки, аль-Макризи и Ибн Тагриберди, описывают случаи унижения, которому Хасан подвергал эмира Ялбугу, ставшие причиной его вражды к султану. Кроме того, Ибн Тагриберди сообщает, что султану стало известно об обвинениях в несправедливом и необоснованном распределении прав икта на государственные земли, которые Ялбуга публично выдвинул против него. Ибн Тагриберди утверждал, что именно ближайшее окружение султана, состоявшее из младших мамлюков-хассакийя, настроило султана против Ялбуги, поскольку «Ялбуга начал противодействовать ему во всём, что он делал».
Сместив султана ан-Насира Хасана, эмир Ялбуга и его соратники посадили на мамлюкский престол его племянника аль-Мансура Мухаммада ибн Хаджжи, одного из внуков султана ан-Насира Мухаммада, несмотря на то, что более весомыми правами на престол обладал принц аль-Амджад Хусайн (умер в 1363 году), младший брат низложенного султана Хасана. При новом султане Ялбуга аль-Хассаки занял ведущее положение в совете эмиров наряду со своим соратником «эмиром ста» Тайбугой ат-Тавилом, обеспечив себе должность главнокомандующего мамлюкской армией (атабек аль-асакир). По оценкам летописцев, эмир Ялбуги стал первым среди равных в группе из нескольких старших эмиров, к которой фактически перешла власть над Мамлюкским султанатом после устранения султана ан-Насира Хасана. Не все, однако, согласились с новой расстановкой политических сил в султанате и уже летом 1361 года в Дамаске поднял мятеж мамлюкский наиб Сирии (наиб аш-Шам) Байдамур аль-Хуаразми (умер в 1387 году), имевший собственные политические планы. Все источники сходятся во мнении, что главной целью мятежа Байдамура было именно устранение Ялбуги аль-Хассаки. По сообщению аль-Макризи, восстание даже было усилено изданием фетв, которые «разрешали сражаться против убийцы [султана Хасана], который узурпировал правление, то есть эмира Ялбуги». Последний выступил на подавление мятежа во главе египетских войск в сопровождении султана аль-Мансура Мухаммада и аббасидского халифа аль-Мутадида. Как только эта впечатляющая армия вступила в пределы Сирии большинство сторонников Байдамура отказалось от дальнейшего участия в его мятеже, а само восстание вскоре сошло на нет. Назначив на ключевые посты в сирийской администрации верных новому режиму чиновников, победители вернулись в Египет и 23 августа 1361 года (20 шавваля 762 года Хиджры) триумфально вступили в Каир.
В октябре 1365 года король Кипра и Иерусалима Пьер I де Лузиньян, безуспешно пытавшийся организовать новый крестовый поход, напал на Александрию во главе своего небольшого флота, состоявшего из кипрских и нескольких европейских кораблей, и без особого сопротивления занял город — главную египетскую гавань Мамлюкского султаната. Вскоре, однако, кипрский король вынужден был покинуть полностью разграбленную им Александрию, не дожидаясь прибытия из Каира основных сил мамлюков. Вторжение кипрского флота ясно показало Ялбуге неспособность его войск предотвратить вражеские нападения с моря. Стремясь нанести киприотам ответный удар, Ялбуга аль-Хассаки приступил к строительству экспедиционного флота. По его приказу в конце 1365 года наиб Сирии Байдамур аль-Хуаразми организовал в лесах в окрестностях Бейрута тайный сбор материалов для постройки кораблей, после чего лично прибыл в Бейрут, чтобы наблюдать за строительными работами, прилагая все усилия, чтобы скрыть строительство флота от киприотов. Одновременно началось строительство кораблей в Египте и уже в ноябре 1366 года несколько египетских кораблей были спущены на воду и приняли участие в торжественном смотре в Каире в присутствии арагонских послов.
После убийства Ялбуги работы по созданию мамлюкского флота прекратились, а построенные в Египте корабли так и не были приняты на вооружение. По поводу же бейрутских кораблей средневековый ливанский хронист Салих ибн Яхья писал следующее: «Когда Ялбуга аль-Умари умер в воскресенье, 10 раби II 768 года Хиджры (15 декабря 1366 года), работы на кораблях прекратились. Всего два корабля вышли в море. Их звали Санкар и Караджа в честь двух выдающихся эмиров того времени. Байдамур поспешил построить их и оснастил мачтами и рулями. Они остались в месте недалеко от Бейрута, где их оставили гнить так же, как и остальной флот, который не был спущен в море из аль-Мастаба в Бейруте. На проект было потрачено много денег, но никто от него не выиграл. Единственное, что осталось полезным — это железо, которое местные жители брали с гниющих кораблей».